# Le Sourire vertical
Pour plus de détails, voir Fiche technique et Distribution.
Le Sourire vertical est un film français réalisé de Robert Lapoujade, sorti en 1973.

## Synopsis
Jacques, professeur d'histoire et député, voit sa femme le quitter pour rejoindre un ami poète. L'événement le perturbe.

## Fiche technique
- Titre : Le Sourire vertical
- Réalisateur : Robert Lapoujade
- Scénario : Robert Lapoujade
- Photographie : Jean-Jacques Renon, Renan Pollès
- Son : Antoine Bonfanti
- Montage : Nicole Grob
- Musique : Patrice Sciortino
- Production : René Thévenet
- Pays :  France
- Durée : 110 min
- Date de sortie :
  -  France : 20 septembre 1973

## Distribution
- Françoise Brion : Lennie
- François Perrot : Jacques
- Henri Serre : Talbo
- Olivier Hussenot : Doux Donnie
- Jean-Pierre Mocky : Franco, le prêtre borgne
- André Chaumeau : Le voyeur
- Natalie Perrey : Mère Jeanne des Anges
- Georges Carmier : Cauchon
- Violaine Doucy : Jeanne d'Arc
- Vanina Michel : Léone
- Catherine Stermann : La petite fille
- Max Vialle : Général P.P.
- Dionys Mascolo
- Michel Charrel
- Didier Flamand
- Bernard Jeantet
- Jean Rollin

## Sélection
- 1973 : Festival de Cannes (Quinzaine des réalisateurs)